# Фарфен
Фарфен (нім. Farven) — громада в Німеччині, розташована в землі Нижня Саксонія. Входить до складу району Ротенбург-на-Вюмме. Складова частина об'єднання громад Зельзінген.
Площа — 25,44 км2. Населення становить 600 ос. (станом на 31 грудня 2021).